# Nanshui
Nanshui (kinesiska: 南水)  är en köping i sydöstra Kina. Den ligger i stadsdistriktet Jinwan i staden Zhuhai i provinsen Guangdong, omkring 120 kilometer söder om provinshuvudstaden Guangzhou. Antalet invånare är 36 962. Befolkningen består av 15 122 kvinnor och 21 840 män. Barn under 15 år utgör 9,0 %, vuxna 15-64 år 87 %, och äldre över 65 år 2,0 %.